# Вегенштедт
Вегенштедт (нем. Wegenstedt) — деревня в Германии, в земле Саксония-Анхальт. Входит в состав общины Кальфёрде района Бёрде.
Население составляет 398 человек (на 31 декабря 2006 года). Занимает площадь 12,21 км².
До 31 декабря 2009 года Вегенштедт имела статус общины (коммуны). 1 января 2010 года вошла в состав общины Кальфёрде. Последним бургомистром общины Вегенштедт был Герхард Райнекке.

## Достопримечательности
- Церковь Вегенштедт;
- Фабричный дом;
- Дом священника;
- Памятники Первой и Второй мировым войнам.